# Liste der Naturdenkmale in Lahr/Schwarzwald
| Naturdenkmale | Anzahl |
| ------------- | ------ |
| FND           | 0      |
| END           | 12     |
| Gesamt        | 12     |

Die Liste der Naturdenkmale in Lahr/Schwarzwald nennt die verordneten Naturdenkmale (ND) der im baden-württembergischen Ortenaukreis liegenden Gemeinde Lahr/Schwarzwald. In Lahr/Schwarzwald gibt es insgesamt zwölf als Naturdenkmal geschützte Objekte, keines ist ein flächenhaftes Naturdenkmal (FND), alle sind Einzelgebilde-Naturdenkmale (END).
Stand: 1. November 2016.

## Einzelgebilde (END)
| Name                            | Bild | Kennung     | Einzelheiten     | Position | Fläche Hektar | Datum         |
| ------------------------------- | ---- | ----------- | ---------------- | -------- | ------------- | ------------- |
| Alte Eiche                      |      | 83170650004 | Lahr/Schwarzwald | ⊙        | 0,0           | 23. Nov. 1948 |
| Birne                           |      | 83170650016 | Lahr/Schwarzwald | ⊙        | 0,0           | 28. Okt. 1986 |
| Buche                           |      | 83170650009 | Lahr/Schwarzwald | ⊙        | 0,0           | 22. Aug. 1963 |
| Eichenstockausschlag            |      | 83170650010 | Lahr/Schwarzwald | ⊙        | 0,0           | 27. Juni 1980 |
| Friedenslinde                   |      | 83170650001 | Lahr/Schwarzwald | ⊙        | 0,0           | 13. Okt. 1948 |
| Linde                           |      | 83170650015 | Lahr/Schwarzwald | ???      | 0,0           | 28. Okt. 1986 |
| Linde                           |      | 83170650017 | Lahr/Schwarzwald | ???      | 0,0           | 28. Okt. 1986 |
| Platane                         |      | 83170650005 | Lahr/Schwarzwald | ⊙        | 0,0           | 3. Juli 1956  |
| Platane                         |      | 83170650018 | Lahr/Schwarzwald | ???      | 0,0           | 28. Okt. 1986 |
| Säuleneiche                     |      | 83170650014 | Lahr/Schwarzwald | ⊙        | 0,0           | 28. Okt. 1986 |
| 2 Ginkgo-Bäume obere Bergstraße |      | 83170650020 | Lahr/Schwarzwald | ⊙        | 0,0           | 30. Nov. 2003 |
| 2 Linden                        |      | 83170650007 | Lahr/Schwarzwald | ???      | 0,0           | 3. Juli 1956  |
| Legende für Naturdenkmal        |      |             |                  |          |               |               |